# 조지프 에임스
조지프 에임스(Joseph Ames, 1689년 1월 23일 ~ 1759년 10월 7일)는 영국의 작가이다.

## 생애
1689년 야머스에서 태어났다. 그는 1471년부터 1600년까지의 영국의 인쇄물에 대해 평을 했고 1749년 그것을 Typographical Antiquities라는 이름의 책으로 출판하였다. 그는 인쇄물에 대한 정보를 얻기 위해 215명의 인쇄업자들과 편지 교류를 하였다. 또한 그는 여러 서지작가들로부터 인쇄 목록을 무시하고 그들과 표제지에 대해서 의논한 것에 대해 감사를 받기도 하였다. 그의 작가들의 기록에 관한 작업은 현재 대영 박물관에 남아있다. 그의 작업은 윌리엄 허버트(3권, 1785년 ~ 1790년)와 토마스 프로그날 디브딘(4권, 1810년 ~ 1819년)에 의해서 정보가 더해진 후 출간되었다. 에임스의 직업은 정확하지가 않다. 선구상, 목형공, 철물상, 또는 대팻날 제작자였다는 말도 있다. 그러나 그는 워핑에서 성공한 삶을 살았으며, 많은 골동품을 수집하기도 하였다. 에임즈는 1759년 사망하였다.

## 저서
에임스는 영국 인쇄업자들에 대한 일람표를 제작하기도 하였고, 펨브룩 백작이 수집한 동전에 대한 일람표, 약 2000개의 초상화 목록을 작성하였으며, 그리고 1750년 크리스토퍼 렌의 손자인 스티븐 렌과 함께 렌 가문의 회고록인 Parentalia를 썼다. 그의 서지학에 대한 기술 중 일부는 존 니콜스의 Literary Anecdotes and Illustrations에 포함되어 있다.

## 참고 문헌
본 문서에는 현재 퍼블릭 도메인에 속한 브리태니커 백과사전 제11판의 내용을 기초로 작성된 내용이 포함되어 있습니다.